# Nowy Wylezin
Nowy [pronunciación en polaco: /ˈnɔvɨ vɨˈlɛʑin/] es una aldea ubicada en el distrito administrativo de Gmina Kowiesy, dentro del condado de Skierniewice, Voivodato de Łódź, en el centro de Polonia. Se encuentra a unos 4 kilómetros al sur de Kowiesy, a 23 kilómetros al sureste de Skierniewice, y a 68 kilómetros al este de la capital regional Łódź.